# Dejan Borovnjak
Dejan Borovnjak (nacido el 1 de abril de 1986 en  Knin , Croacia) es un jugador de baloncesto serbio. Mide 2,09 y ocupa la posición de pívot. Actualmente juega en el CSO Voluntari rumano. Es hermano del también baloncestista Saša Borovnjak.

## Biografía
Borovnjak se formó en la cantera del Partizan de Belgrado al que llegó en categoría junior en la temporada 2004-05. En el 2008 fichó por laVojvodina de Novi Sad y una temporada después emigró a Lituania para jugar con el Lietuvos Rytas con quien participó en Euroliga (5.1 puntos, 3.5 rebotes). En enero del 2010 pasó a integrar las filas del Panionios griego (6.3 puntos y 2.2 rebotes) y la temporada 2011 la inició en el Aris BSA 2003 hasta que firmó en marzo de 2011 con Gran Canaria 2014.

## Trayectoria deportiva
- KK Partizan (2004-2008)
- KK Vojvodina  (2008-2009)
- Lietuvos Rytas (2009-2010)
- Panionios BC (2010)
- Aris Salónica BC (2010-2011)
- Gran Canaria 2014 (2011)
- New Basket Brindisi (2011-2012)
- KAOD BC (2012)
- Stelmet Zielona Góra (2012-2013)
- Royal Hali Gaziantep Büyükşehir Belediye (2013-2014)
- BC Zenit San Petersburgo  (2014-2015)
- Stelmet Zielona Góra  (2015-2016)
- Bursaspor (2016-2019)
- CSO Voluntari (2019- )